# Одиссея Гомера (Симпсоны)
«Homer’s Odyssey» (с англ. — «Одиссея Гомера») — третья серия первого сезона мультсериала «Симпсоны». Впервые вышла 21 января 1990 года на телеканале «Fox».

## Сюжет
Ученики Спрингфилдской начальной школы под присмотром мисс Крабаппл едут на экскурсию на атомную станцию. Смитерс демонстрирует им учебный фильм про атомную энергию и показывает, как работают сотрудники станции. Гомер Симпсон, помахав Барту, слишком увлекается и врезается на электрическом автомобильчике в трубу, вызывая аварию на станции. Его начальник (отец Шерри и Терри) тут же увольняет Симпсона.
Семья подбадривает Гомера, но он никак не может найти новую работу. Мардж возвращается на свою прежнюю должность официантки на роликах в придорожном кафе, но сноровка у неё уже не та. Гомер, понимая свою никчёмность, пишет прощальную записку семье и идёт топиться. Лиза находит записку и вместе с остальными членами семьи догоняет его; на глазах у Гомера их чуть не сбивает машина. Тогда он решает добиться, чтобы на опасном перекрёстке, где это случилось, поставили дорожный знак, и у него это получается.
Борьба за безопасность захватывает Гомера, по его инициативе устанавливают всё новые и новые знаки. Но город небезопасен, пока в нём есть атомная станция, и Симпсон возглавляет митинг против неё. Чтобы заставить толпу замолчать, владелец АЭС Монтгомери Бёрнс снова берёт Гомера на работу, но уже в должности инспектора по безопасности.